# Carlos González (Boxer)
Carlos González Ferrer (* 15. Juni 1972 in Mexiko-Stadt) ist ein ehemaliger mexikanischer Profiboxer und zweifacher Weltmeister der WBO im Halbweltergewicht.

## Karriere
Er begann 1988 mit dem Profiboxen und gewann 36 Kämpfe in Folge, davon 34 vorzeitig. Im Juni 1992 gewann er die vakante WBO-Weltmeisterschaft im Halbweltergewicht vorzeitig gegen Jimmy Paul. Er verteidigte den Titel gegen Lorenzo Smith, Rafael Ortiz und Tony Baltazar, ehe er im Juni 1993 nach Punkten gegen Zack Padilla unterlag. Nach zehn folgenden Kämpfen mit neun Siegen, boxte er im Juni 1996 um den WBO-WM-Titel Unentschieden gegen Giovanni Parisi. Jedoch gewann er den Titel im Rückkampf gegen Parisi im Mai 1998. In der ersten Titelverteidigung wurde er im Mai 1999 von Randall Bailey bereits in der ersten Runde ausgeknockt.
Nach elf weiteren Kämpfen mit nur sieben Siegen, beendete er seine Karriere im Mai 2005.